# Шахматы в Израиле
Шахматы в Израиле имеют долгую историю. Игра в шахматы очень популярна в Израиле, и в разных городах существуют лиги между клубами. Израильская шахматная федерация возглавляет и концентрирует значительную часть шахматной деятельности в стране.

## До 1948 года
Шахматная жизнь в Израиле зародилась ещё до провозглашения государства Израиль. Сборная команда еврейского ишува дважды выступала на шахматных Олимпиадах, а в период между 1936 и 1945 годами проведено пять чемпионатов Израиля.
В 1919 году губернатор Иерусалима от имени британского мандата Рональд Сторрс основал «Международный шахматный клуб», который стал первым шахматным клубом в Земле Израиля. Однако из-за напряженности между еврейскими и арабскими жителями в Иерусалиме клуб не смог продолжить своё существование.
В 1922 году в Иерусалиме был основан первый еврейский шахматный клуб «Ласкар», названный в честь еврейского чемпиона по шахматам Эмануила Ласкара. Клуб издавал ежемесячный журнал «Шахматы», а также имел шахматный раздел в газете «Доар Хайом».

## После создания государства

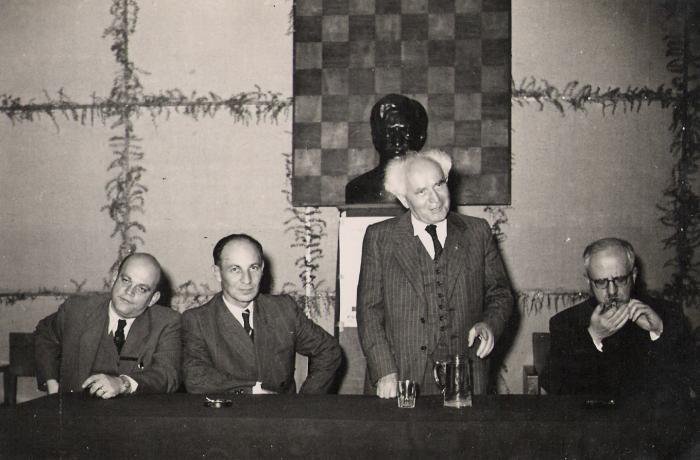
Церемония открытия первого чемпионата Израиля по шахматам, 1951 год. Справа налево: Пинхас Розен, Давид Бен-Гурион, Исраэль Бехарев и доктор Иегуда Гринград

В 1949 была образована Шахматная Федерация Израиля (ее предтеча, «Организация шахматистов Израиля» основана в 1935 году), которая функционирует до наших дней; она объединяет около 100 шахматных клубовпо всей стране.
В 1951 г. был проведён первый чемпионат Израиля. В этом же году был проведён и первый чемпионат среди юношей, а в 1954 г. прошел командный чемпионат страны среди клубов. С 1955 г. регулярно проводятся женские чемпионаты.
В 1954 г. на шахматной Олимпиаде в Амстердаме израильская команда неожиданно заняла высокое седьмое место, одержав сенсационную ничью с командой СССР.

## Известные шахматисты
Первым профессиональным шахматистом страны считается Моше Черняк.
Йосеф Порат (1909—1996) 6 раз становился чемпионом Израиля, имел ничейные партии с чемпионами мира М. Ботвинником и В. Смысловым, и над С. Флором, П. Кересом и Б. Ларсеном.
Дважды чемпионом Израиля становился Ицхак Алони. На шахматной Олимпиаде в Амстердаме он выиграл у Александра Котова, одного из сильнейших шахматистов того времени. В составе тель-авивской команды Алони с 1954 по 1961 годы становился 8 раз подряд победителем командного чемпионата страны.
С 2000 году сборную команду страны возглавляет Борис Гельфанд, репатриант из Белоруссии, один из сильнейших шахматистов мира. В 2011 году он победил в матчах претендентов в Казани, и проиграл В. Ананду матч за звание чемпиона мира в тай-брейке.

## Международные соревнования, проведеные в Израиле
В Нетании регулярно проводились международные шахматные турниры; в 1968 году победителем стал Р. Фишер.
В 1967 г. в Иерусалиме прошло первенство мира среди юношей.
В 1964 г. в Тель-Авиве проводилась во время шахматная Олимпиада, на которой собрались все сильнейшие шахматисты мира; команда Израиля заняла 14 место.
В 1976 г. в Хайфе прошла ещё одна всемирная шахматная Олимпиада. Поскольку по политическим причинам страны социалистического лагеря не участвовали в этой Олимпиаде, женская команда Израиля смогла занять первое место.

## Международные успехи
Мужская сборная Израиля на Олимпиаде в Дрездене в 2008 году завоевала серебряные медали.
Мужская сборная Израиля на Олимпиаде в Ханты-Мансийске в 2010 году завоевала бронзовые медали.